# 太阳宫 (左安门)
太阳宫是位于北京左安门内的一座道教宫观。现已无存。

## 历史
太阳宫靠近佛教寺庙法藏寺。太阳宫建于明朝嘉靖年间（1522年至1566年），清朝顺治五年（1648年）重修。
清朝时期，太阳宫庙会很兴盛。清末庚子事变之后，太阳宫庙会逐渐衰落，到北平和平解放前已经有名无实，仅有几个摊贩叫卖“太阳糕”。北平和平解放后，太阳宫庙会停办，庙宇破败倒塌。
1952年利用太阳宫庙址建立了太阳宫小学，1953年改为龙潭小学，1988年因为学校扩建，太阳宫庙迹无存。

## 建筑
太阳宫有前殿和后殿。
- 前殿：祀太阳星君，并塑有一只雄鸡，相传为二十八宿中的昴日鸡。[1]
- 后殿[1]

## 庙会
《天咫偶闻》卷十记载，“二月初一，太阳宫进香，人家以米糕祀日，糕上以彩画作鸡形”。相传农历二月初一是太阳生日，所以来太阳宫进香的人众多，“结侣携觞，往游竟日”。
太阳宫周边地区比较荒凉，遍地坟冢，居民很少。但每到太阳宫举办庙会时，庙前的空地上摊棚鳞次栉比，游人熙熙攘攘。摊贩中以贩卖“太阳糕”的居多。《燕京杂记》载， “二月初，街上卖太阳糕，岁一次，买之以祀日也。”太阳糕用江米粉掺糖蒸成，有多层，每层上有青丝、红丝、葡萄干、瓜籽仁等果料，并且插有一只用江米面捏制成的小公鸡。简单的太阳糕则用大米面掺糖蒸成，为方块糕干，上面印有红色的雄鸡图案。来太阳宫进香的香客们在庙会上争相购买太阳糕，以其祭祀太阳星君。庙会期间，街头小贩也沿街叫卖太阳糕，购买者多将其当作点心吃。
清朝时，太阳宫庙会还举办走马赛车活动。清末庚子事变之后，太阳宫庙会逐渐衰落，到北平和平解放前已经有名无实，仅有几个摊贩叫卖“太阳糕”。中华人民共和国成立后，太阳宫庙会停办，庙宇破败倒塌。